# Wolfgang Bergmann (Manager)
Wolfgang Bergmann wurde 1963 in St. Pölten, Niederösterreich, geboren. Er ist derzeit kaufmännischer Geschäftsführer der staatseigenen Österreichischen Galerie Belvedere.
Er ist Sohn des 2016 verstorbenen Journalisten und ÖVP-Politikers Kurt Bergmann, der die in ganz Österreich bekannten Hilfsaktionen „Licht ins Dunkel“ und „Nachbar in Not“ initiiert hatte.
Wolfgang Bergmann studierte an der Universität Wien Theologie und arbeitete in der Folge in der Caritas-Öffentlichkeitsarbeit. Von Medien wurde er als Caritas-Sprecher wahrgenommen. 1996 wurde Bergmann Kommunikationsdirektor der Erzdiözese Wien. In diesem Zusammenhang war er 1998 Gründungsgeschäftsführer der privaten österreichischen Radiostation Radio Stephansdom, die sich im Eigentum der Erzdiözese Wien befindet.
1999 wechselte Bergmann zur Wiener Tageszeitung „Der Standard“; dort wurde er 2001 als Geschäftsführer berufen. Seit 2008 zählte er zum Vorstand der Standard-Medien AG.
Im Oktober 2016 kündigte Kanzleramtsminister Thomas Drozda an, dass Bergmann mit Jänner 2017 die kaufmännische Leitung der Österreichischen Galerie Belvedere, eines Bundesmuseums, übernimmt. Gleichzeitig wurde Stella Rollig als wissenschaftlich-künstlerische Leiterin designiert. Der Amtsantritt beider fand am 16. Jänner 2017 statt.
Standard-Herausgeber Oskar Bronner bedauerte auf der Website des Blattes den Abgang Bergmanns aus dem Verlag.

## Eigene Arbeiten
- Über die Freigabe zur Adoption. Moraltheologische Überlegungen und Kriterien zur Übertragung der elterlichen Sorgepflicht, Diplomarbeit, Universität Wien, Wien 1988
- 1992: Jahr der Bewährung für die österreichische Flüchtlings- und Asylpolitik, in: Österreichisches Jahrbuch für Politik, Wien 1992, S. 431
- Die letzten Päpste (Ein theologischer Neustart für die Kirche), Czernin-Verlag, Wien 2015, ISBN 978-3-7076-0549-5